# Alfa Romeo 166
Alfa Romeo 166 – samochód osobowy klasy wyższej-średniej produkowany pod włoską marką Alfa Romeo w latach 1998−2007.

## Historia modelu

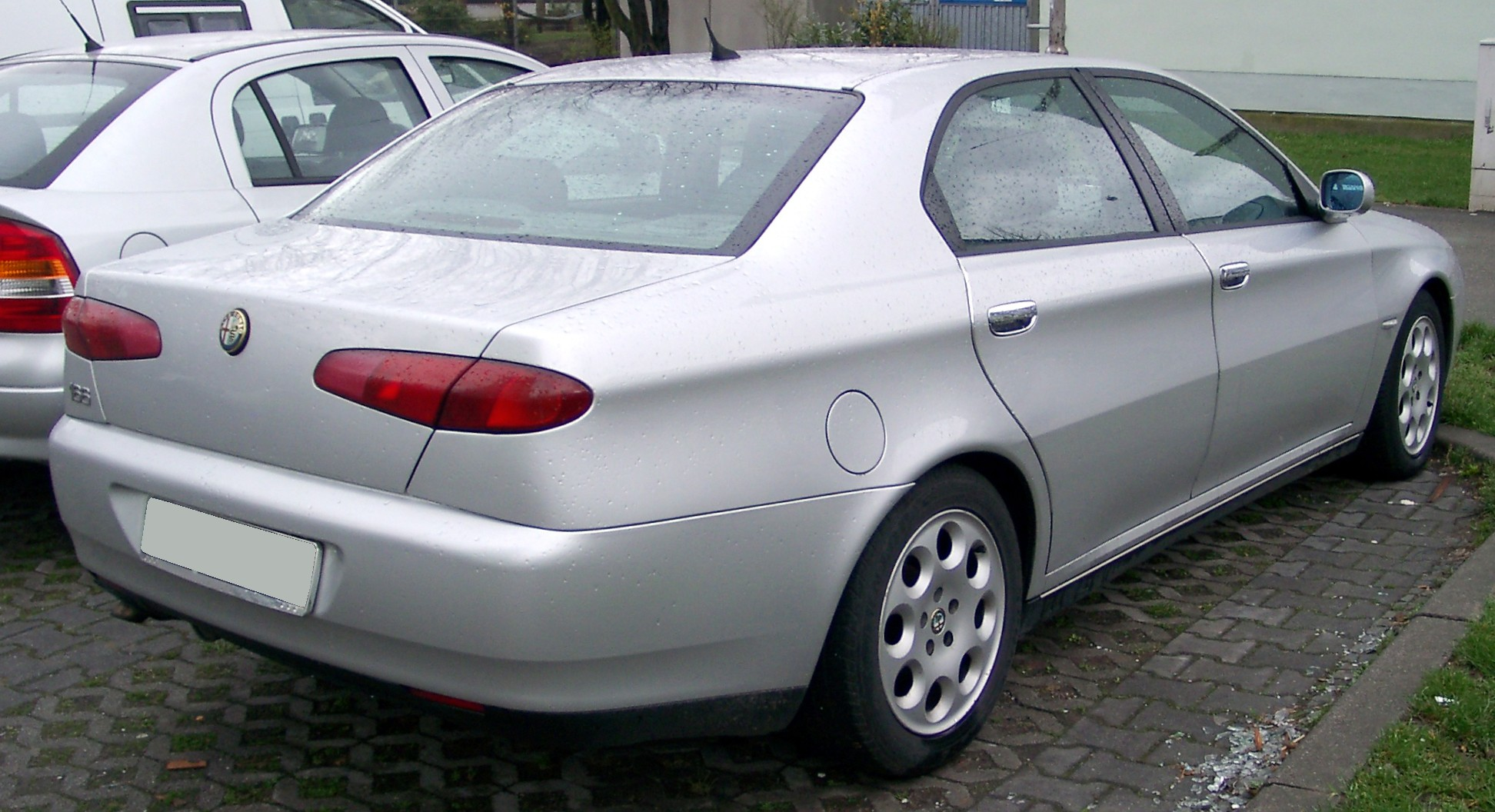
Alfa Romeo 166 - tył

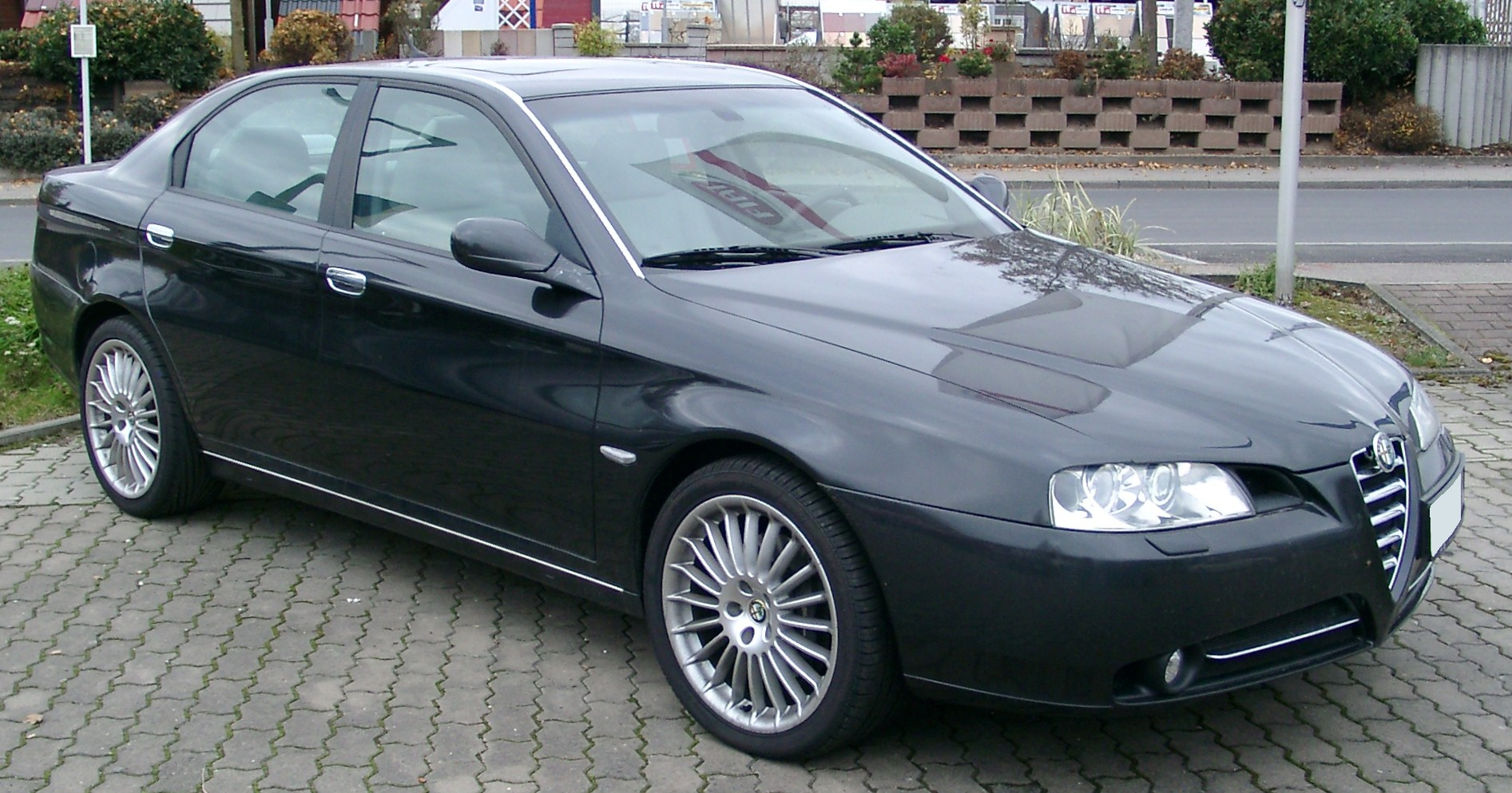
Alfa Romeo 166 po liftingu

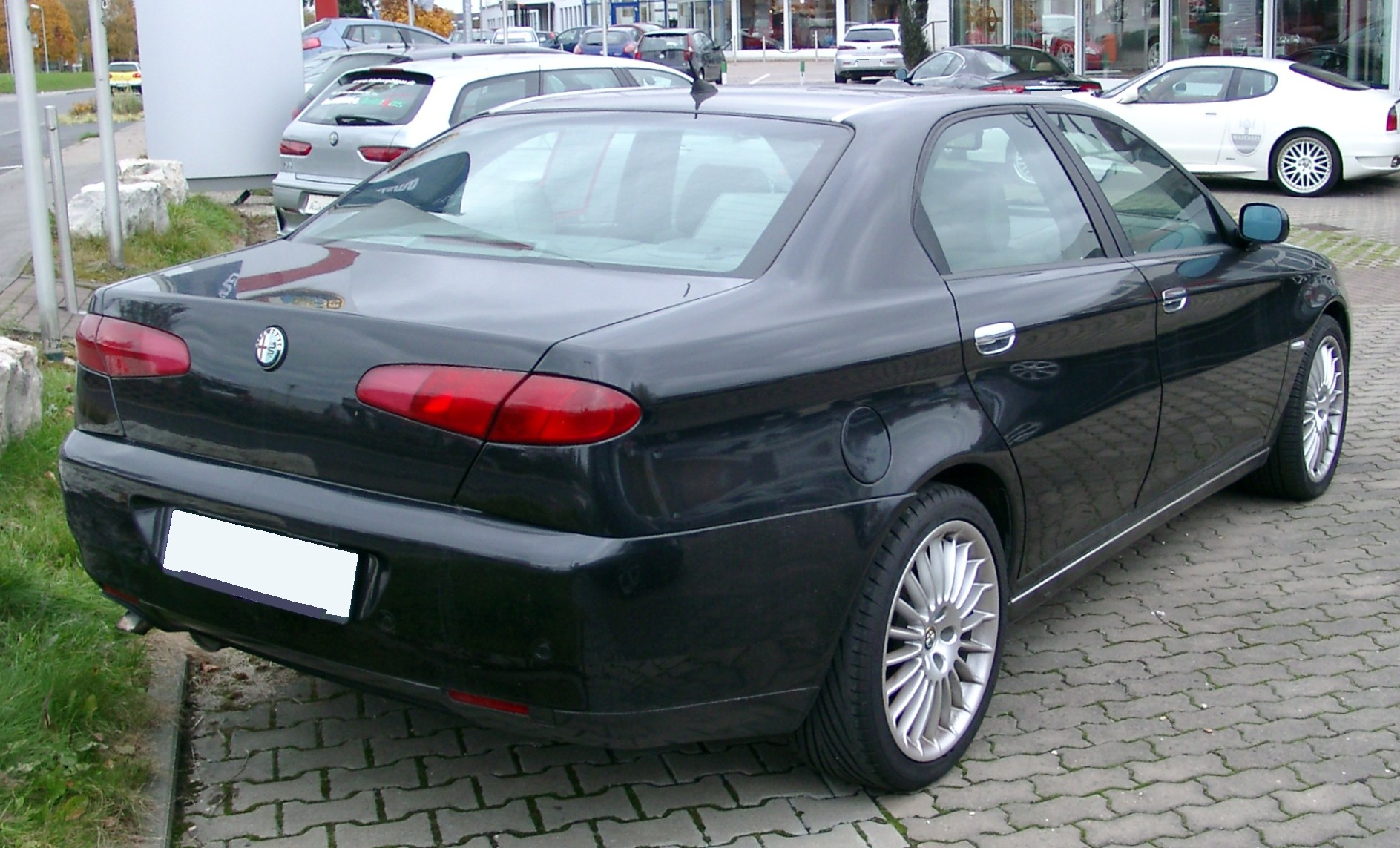
Alfa Romeo 166 - tył po liftingu

Pojazd został zaprojektowany przez Waltera de'Silvę w centrum projektowym Centro Stile Alfa Romeo w 1998 roku jako następca kanciastej Alfy Romeo 164. Auto zostało zbudowane na bazie płyty podłogowej modelu Lancia Kappa. Początkowo auto oferowano z silnikami benzynowymi 2.0 16V Twin Spark, 2.0 V6 Turbo, 2.5 V6 24V, 3.0 V6 24V oraz z dieslem JTD z wtryskiem common rail o pojemności 2.4 10V.
W 2003 roku auto przeszło face lifting. Wyostrzono m.in. stylistykę nadwozia, zmieniono reflektory przednie, zmodernizowano nieco zawieszenie pojazdu oraz wnętrze i paletę silnikową, którą stanowią silniki benzynowe o pojemności 2.0 16V Twin Spark, 2.5 V6 24V, 3.0 V6 24V (łączony już tylko z automatyczną skrzynią biegów firmy ZF) i topowy 3.2 V6 24V znany z innych modeli z wersji GTA. W ofercie pozostawiono silnik Diesla JTD o pojemności 2.4 l z wtryskiem typu common rail w wersji 10V a dodatkowo pojawiła się wersja 20V o wyższej mocy.

### Dane techniczne
- Silniki

| Silnik             | Pojemność | Moc maksymalna                     | Maks. moment obrotowy     |
| ------------------ | --------- | ---------------------------------- | ------------------------- |
| 2.0 16V Twin Spark | 1970 cm³  | 150 KM (110 kW) przy 6500 obr./min | 181 Nm przy 3800 obr./min |
| 2.0 V6 12V Turbo   | 1996 cm³  | 205 KM (150 kW) przy 6000 obr./min | 285 Nm przy 2500 obr./min |
| 2.5 V6 24V         | 2492 cm³  | 190 KM (140 kW) przy 6300 obr./min | 221 Nm przy 5000 obr./min |
| 3.0 V6 24V         | 2959 cm³  | 226 KM (162 kW) przy 6300 obr./min | 265 Nm przy 5000 obr./min |
| 3.2 V6 24V (2003)  | 3179 cm³  | 240 KM (176 KW) przy 6200 obr./min | 300 Nm przy 4800 obr./min |
| 2.4 JTD 10V        | 2387 cm³  | 136 KM (100 kW) przy 4000 obr./min | 305 Nm przy 1800 obr./min |
| 2.4 JTD 10V        | 2387 cm³  | 140 KM (103 kW) przy 4000 obr./min | 305 Nm przy 1800 obr./min |
| 2.4 JTD 20V (2003) | 2387 cm³  | 175 KM (129 kW) przy 4000 obr./min | 385 Nm przy 2000 obr./min |

- Osiągi

| Silnik             | 0-100 km/h | Prędkość maks. | Zużycie paliwa |
| ------------------ | ---------- | -------------- | -------------- |
| 2.0 16V T. Spark   | 9,8 s      | 211 km/h       | 9,7 l/100 km   |
| 2.0 V6 12V Turbo   | 8,1 s      | 237 km/h       | 11,5 l/100 km  |
| 2.5 V6 24V         | 8,4 s      | 225 km/h       | 11,9 l/100 km  |
| 3.0 V6 24V         | 7,9 s      | 241 km/h       | 12,5 l/100 km  |
| 3.2 V6 24V (2003)  | 7,4 s      | 245 km/h       | 12,5 l/100 km  |
| 2.4 JTD 10V        | 9,9 s      | 204 km/h       | 7,6 l/100 km   |
| 2.4 JTD 20V (2003) | 8,9 s      | 222 km/h       | 7,5 l/100 km   |

Następcą modelu 166 miał być Alfa Romeo 169. Prototyp auta zaprezentowany został pod koniec 2009 roku. Produkcja miała rozpocząć się w roku 2015, ale ostatecznie nie doszła ona do skutku.
Samochód miał posiadać przeniesienie napędu na tylną oś.